# Ivo Eterović
Ivo Eterović (Split, 1. siječnja 1935. – Beograd, 24. studenog 2011.), bio je srpski i hrvatski fotograf-umjetnik hrvatskog podrijetla, koji je veći dio života živio i stvarao u Srbiji.

## Životopis
Školovao se u tvrtki „Leici“ u Wetzlaru, Njemačka, a specijalizirao fotografiju u boji u „Ferraniji“, Milano, Italija. Na javnoj fotografskoj sceni zapažen 1956., i od tada radi kao profesionalni fotograf. Kraće je vrijeme proveo kao foto-reporter u jedinicama UN na Bliskom Istoku (1957.), a zatim u istom zvanju (ili kao urednik fotografije) radio je u uredništvima Narodne armije („Front“), i Vjesnika (Globus, Vjesnik u srijedu i Start), kao dopisnik iz Srbije (od jeseni 1959., od kada radi u Beogradu koji je izabrao kao mjesto trajnog prebivališta). U razdoblju od 1960. do 1970. jedan je od najaktivnijih i najnagrađivanijih hrvatskih fotografa na međunarodnim izložbama fotografije.

## Teme i motivi
Od sredine 1960-ih godina Eterović se bavio temama iz života, te je radio portrete i urbane strukture. Iz te produkcije, uglavnom rađene u tehnici crno-bijele fotografije, izdvajao je neuobičajene lirske prizore i događaje i pokazivao ih na izložbama. Ta vrsta foto-bilježaka odiše pritajenim humorom, anegdotom i groteskom, te ta tema čini okosnicu njegovog ranog razdoblja stvarateljstva. 
Sedamdesetih se godina njegov izraz sažima i usmjerava na dva plana: u prvom se obraća pojedinim temama (gradovi, ljudi...) koje zgušnjava u cjeline – samostalne izložbe („Sa Orijenta“, 1961., „Žene“, 1974., „Beograd koji volim“, 1976., „Fotografije Splita“, 1979., „Fotografija i plakat“, 1981., „1113 razglednica Beograda“, 1991. i druge). U istom razdoblju pokreće i seriju autorskih foto-monografija „Brač“ (1975.), „Njihovi dani“ (1977.) (monografija o Josipu Brozu i njegovoj suprugi Jovanci), „Beograd koji volim“ (1977.); „Split“ (1979.);„ Sarajevo s ljubavlju“, (1983.), „Kameni brodovi Jadrana“ (1984.); „Beograd na dlanu“ (1985.), „More, Kornati, salaši“ (1986.), „Dalmacija u srcu“ (1987.), „Split, slika voljenog grada“ (1987.); „Zagreb intimno“ (1987.); „Beograd danas“ (1989.); „Novi Beograd izbliza“ (1995.), „Salaši“ (2006.).
Krajem 1970-ih godina svoj umjetnički interes usmjerava na foto-grafičke eksperimente u boji. U tom razdoblju možda najviše ujedinjuje senzibilitet mediteranskog duha, s naglašenom sklonošću da se grafički znak upotrijebi kao izraz za jednostavnost u otkrivanju reda.
Izložbe: 
- More, 1977.
- Salaši, 1984.
- Beograd u mašti, 1994.

## Izložbe i knjige
Izlagao je na velikom broju zajedničkih izložaba u zemlji i inozemstvu i dobio više od 200 nagrada. Samostalno je izlagao u Jugoslaviji (više puta), Rusiji (1975.), Njemačkoj (1976.) Italiji (1981.), Švicarskoj, te Austriji (1983.). Objavio je 18 autorskih fotomonografija, što je nedostignuti rekord u nekadašnjem jugoslavenskom i današnjem srpskom kulturnom prostoru.
Član Fotokluba Split bio je od 1956., a počasnim članom proglašen je 1962. godine. Posljednju izložbu pod nazivom ‘Salaši’, imao je u Galeriji Fotokluba Split 2007. godine.

## Vanjske poveznice
- Službena stranica Ive Eterovića  Arhivirana inačica izvorne stranice od 9. prosinca 2021. (Wayback Machine)
- Dnevnik.hr D.Ma.: Preminuo Ivo Eterović, Titov osobni fotograf, 26. siječnja 2011.
- Slobodna Dalmacija PSD: Umro slavni fotograf Ivo Eterović, 25. studenoga 2011.